# Emma és a fekete jaguár
Az Emma és a fekete jaguár (eredeti cím: Le dernier jaguar) 2024-ben bemutatott koprodukciós kalandfilm, amelyet Gilles de Maistre rendezett. A főbb szerepekben Emily Bett Rickards, Lumi Pollack, Paul Greene, Kelly Hope Taylor és Letitia Brookes látható.
Németországban 2024. február 1-jén, Franciaországban 2024. február 7-én, Olaszországban 2024. február 22-én, Kanadában 2024. március 1-jén, Magyarországon 2024. február 8-án mutatták be a mozikban.

## Cselekmény
Az Amazonas esőerdőben felnőve Autumn egy különleges barátságot kötött, egy elveszett jaguárkölyköt talált, akit Hope-nak nevezett el. Amikor egy tragikus esemény miatt el kell hagynia Hope-ot, és New York ismeretlen világába kerül, éveken át arról álmodik, hogy visszatérhet az esőerdőbe és régi barátjához. 14 éves korára Autumn már megszokta a városi életet, ám ekkor megtudja, hogy gyermekkori faluját állatcsempészek fenyegetik. Elhatározza, hogy visszatér az Amazonashoz, hogy megmentse szeretett jaguárját. Anja – Autumn szeretnivalóan ügyetlen biológiatanára – megpróbálja lebeszélni erről a vakmerő tervről, de sikertelenül. Végül Anja is csatlakozik hozzá, és ketten vágnak neki a kalandos útnak, hogy újra találkozzanak Hope-pal, és megvédjék az esőerdőt és annak élővilágát a pusztítástól.

## Szereplők
| Szerep                 | Színész                  | Magyar hang         |
| ---------------------- | ------------------------ | ------------------- |
| Emma Edison            | Lumi Pollack             | Hegedűs Johanna     |
| Emma Edison            | Airam Camacho (6 évesen) | Nagy Dóra           |
| Saul Edison, Emma apja | Paul Greene              | Simon Kornél        |
| Anja                   | Emily Bett Rickards      | Gáspár Kata         |
| Doria Dargan           | Kelly Hope Taylor        | Ligeti Kovács Judit |
| Oré                    | Wayne Charles Baker      | Borbiczki Ferenc    |
| Celya, Oré lánya       | Lucrezia Pini            | Csarkó Bettina      |
| Ellie, Emma anyja      | Eva Avila                | Sipos Eszter Anna   |

### Magyar változat
- Bemondó: Galambos Péter
- Magyar szöveg: Zalatnay Márta
- Hangmérnök: Tóth Péter Ákos
- Vágó: Kajdácsi Brigitta
- Gyártásvezető: Kincses Tamás
- Szinkronrendező: Marton Bernadett
- Produkciós vezető: Kónya Andrea

A szinkront a Mafilm Audio Kft. készítette.

## A film készítése
A film közvetett módon kapcsolódik a Mia és a fehér oroszlán című filmhez, valamint annak világszintű sikeréhez, amely után sokan követelték a folytatást Gilles de Maistre rendezőtől. Ám a rendező így nyilatkozott: „Ez elképzelhetetlen volt, a kislány és az oroszlán közötti kapcsolat a forgatás végével véget ért, és ezt nem lehetett "újrakezdeni". A Mia és a fehér oroszlán 2. tehát szóba sem jöhetett, viszont elindított bennem egy másik gondolatot: hogy ugyanazzal a csapattal készítsünk egy új történetet, amely ezúttal az amazóniai esőerdő pusztítására és a nagyon jövedelmező, ám kevéssé ismert állatkereskedelemre hívja fel a figyelmet.”

### Forgatás
A forgatás 2022 januárjában zajlott Playa del Carmenben, majd 2022 szeptemberétől december elejéig Montréalban folytatódott. A teljes forgatás 60 napig tartott.